# Парфеній Сопковський
Парфеній Сопковський (світське ім’я - Павло Васильович Сопковський; *6 грудня 1717,  Мотовилівка - †7 березня 1795, Смоленськ) – український релігійний та освітній діяч в добу Гетьманщини, єпископ Відомства православного сповідання Російської імперії, єпископ Смоленський і Дорогобузький. Ректор Новгородської духовної семінарії.

## Біографія
Народився в 1717 році в містечку Мотовилівка під Києвом. Навчався в Києво-Могилянській академії, де розпочинав й викладацьку діяльність.
1744 емігрує на Московщину, де призначений викладачем в Новгородську духовну семінарію.
1749 пострижений у ченці. З 1750 - префект Новгородської духовної семінарії. 18 лютого 1756 зведений у сан архімандрита Антонієвого монастиря та призначено ректором Новгородської духовної семінарії. 23 квітня 1758 переміщений до Хутинського Спасо-Варлаамового монастиря.

### Архієрей
6 листопада 1759 хіротонізований на єпископа Кексгольмського і Ладозького, вікарія Новгородської єпархії, із зберженням посади настоятеля Хутинського монастиря.
7 березня 1761 призначений єпископом Смоленським і Дорогобужським.
Єпископ Парфеній відрізнявся особливою любов'ю до храмобудівництва. Майже всі смоленські храми побудовані в часи його управління, зокрема, Одигитрієвський, Хрестовоздвиженський, Богоявленський собор та інші. Він влаштував кам'яний архієрейський будинок і церкви в заміських будинках.
Помер 7 березня 1795. Похований в Успенському соборі, біля західних дверей.